# Клопотниця
Клопотниця (пол. Kłopotnica, нім. Neusorge) — село в Польщі, у гміні Мірськ Львувецького повіту Нижньосілезького воєводства.
Населення — 46 осіб (2011).
У 1975-1998 роках село належало до Єленьоґурського воєводства.

## Демографія
Демографічна структура станом на 31 березня 2011 року:
|          | Загалом | Допрацездатний вік | Працездатний вік | Постпрацездатний вік |
| -------- | ------- | ------------------ | ---------------- | -------------------- |
| Чоловіки | 24      | 5                  | 19               | 0                    |
| Жінки    | 22      | 5                  | 12               | 5                    |
| Разом    | 46      | 10                 | 31               | 5                    |